# Њу Вошингтон (Пенсилванија)
Њу Вошингтон (енгл. New Washington) град је у америчкој савезној држави Пенсилванија.

## Демографија
По попису из 2010. године број становника је 59, што је 30 (-33,7%) становника мање него 2000. године.
| Група             | 2000.      | 2010.       |
| Белци             | 87 (97,8%) | 59 (100,0%) |
| Афроамериканци    | 0 (0,0%)   | 0 (0,0%)    |
| Азијати           | 2 (2,2%)   | 0 (0,0%)    |
| Хиспаноамериканци | 0 (0,0%)   | 0 (0,0%)    |
| Укупно            | 89         | 59          |